# Julus brandti
Julus brandti är en mångfotingart som beskrevs av Berlese 1886. Julus brandti ingår i släktet Julus och familjen kejsardubbelfotingar. Inga underarter finns listade i Catalogue of Life.